# Hornos-eiland
Hornos-eiland (Spaans: Isla Hornos) is een eiland van ongeveer 25 km² in de regio Patagonië in het zuiden van Chili. Het wordt gezien als Zuid-Amerika's zuidelijkste punt, al zijn de Diego Ramírez-eilanden zuidelijker gelegen. De zuidelijke punt van het eiland wordt Kaap Hoorn genoemd. 
Op het oostelijk punt van het eiland is een basis gelegen van de Chileense marine. Daarnaast is er een vuurtoren, een kapel, gewijd aan Maria, Stella Maris, en een gedenkteken met een silhouet van een albatros, ter nagedachtenis van alle zeelieden die omgekomen zijn bij het ronden van Kaap Hoorn.

## Natuur
Hornos-eiland maakt deel uit van het Nationaal Park Cabo de Hornos. Het grootste deel van het eiland is niet toegankelijk voor bezoekers. Er zijn kolonies van Magelhaenpinguïns. Hier vindt men ook, op de meer beschutte plaatsen, de meest zuidelijk groeiende bomen op aarde. Het gaat onder andere om bomen uit het geslacht Nothofagus.